# Enzhalde
Koordinaten: 48° 58′ 28″ N, 9° 9′ 7,3″ O
Das Gebiet Enzhalde ist ein mit Verordnung vom 8. November 2004 durch die Körperschaftsforstdirektion Tübingen ausgewiesener Schonwald (Schutzgebiet-Nummer 200007) in Baden-Württemberg.

## Lage
Das Schutzgebiet befindet sich südlich von Besigheim und besteht aus vier Teilflächen. Es handelt sich um einen Hangwald auf einem westexponierten, steilen Muschelkalkhang. Es liegt im Staatswald Vaihingen und umfasst Teile der Abteilung 1 sowie die Abteilungen 3 und 9 des Distriktes 13 „Forst“.
Im Schutzgebiet liegt das Biotop Schonwald "Enzhalde" NO Bietigheim mit der Biotopnummer 270201184170 sowie das Biotop Blockwald im Schonwald "Enzhalde" mit der Biotopnummer 270201185663. 

## Vegetation
Im Schonwald kommen laut Waldbiotopkartierung die folgenden Arten vor:
Feldahorn, Spitzahorn, Berg-Ahorn, Knoblauchsrauke, Buschwindröschen, Gelbes Windröschen, Aronstab, Gewöhnliche Haselwurz, Wald-Zwenke,
Wald-Trespe, Blauroter Steinsame, Wald-Bergminze, Pfirsichblättrige Glockenblume, Acker-Glockenblume, Nesselblättrige Glockenblume, Wiesen-Schaumkraut,
Berg-Segge, Wald-Segge, Gemeine Hainbuche, Weißes Waldvöglein, Großes Hexenkraut, Gewöhnliche Waldrebe, Maiglöckchen, Roter Hartriegel,
Hohler Lerchensporn, Gemeine Hasel, Zweigriffeliger Weißdorn, Eingriffeliger Weißdorn, Echter Seidelbast, Mandelblättrige Wolfsmilch, Rotbuche,
Scharbockskraut, Gemeine Esche, Gewöhnliche Goldnessel, Gemeiner Efeu, Stinkende Nieswurz, Wald-Habichtskraut, Gefleckte Taubnessel,
Gemeiner Rainkohl, Frühlings-Platterbse, Gewöhnlicher Liguster, Wald-Bingelkraut, Schwarze Teufelskralle, Ährige Teufelskralle, Schwarzkiefer,
Waldkiefer, Hain-Rispengras, Vielblütige Weißwurz, Echtes Salomonssiegel, Erdbeer-Fingerkraut, Echte Schlüsselblume, Vogelkirsche, 
Pflaume, Schlehdorn, Dunkles Lungenkraut, Wildbirne, Traubeneiche, Stachelbeere, Gewöhnliche Robinie, Feld-Rose, Brombeeren,
Wald-Sanikel, Zweiblättriger Blaustern, Elsbeere, Wald-Ziest, Große Sternmiere, Straußblütige Wucherblume, Winterlinde, Sommerlinde,
Bergulme, Wolliger Schneeball, Wald-Wicke, Weiße Schwalbenwurz, Raues Veilchen, Wunder-Veilchen, Wald-Veilchen, Buntspecht,
Kleinspecht, Schwarzspecht, Pirol, Moschuskraut, Ruprechtskraut, Rote Heckenkirsche, Geflecktes Lungenkraut, Schwarzer Holunder.
Der Schonwald liegt vollständig im Landschaftsschutzgebiet Enztal zwischen Bietigheim und Besigheim mit Rossert, Brachberg, Abendberg und Hirschberg sowie Galgenfeld, Forst und Brandholz mit Umgebung.

## Schutzzweck
Der Schutzzweck des Schonwalds ist gemäß Schutzgebietsverordnung
- die Erhaltung, Pflege und Verjüngung standortstypischer, naturnaher Waldgesellschaften (Hainbuchen-Eichenwald, Ahorn-Eschen-Schluchtwald) im Sinne der FFH-Erhaltensziele;
- die Erhaltung des Vorkommens seltener Pflanzenarten (Scilla bifolia, Lithospermum purpurocaeruleum u. a.).

## Betreuung
Wissenschaftlich betreut wird der Schonwald durch die Forstliche Versuchs- und Forschungsanstalt Baden-Württemberg (BVA).